# Trenitalia

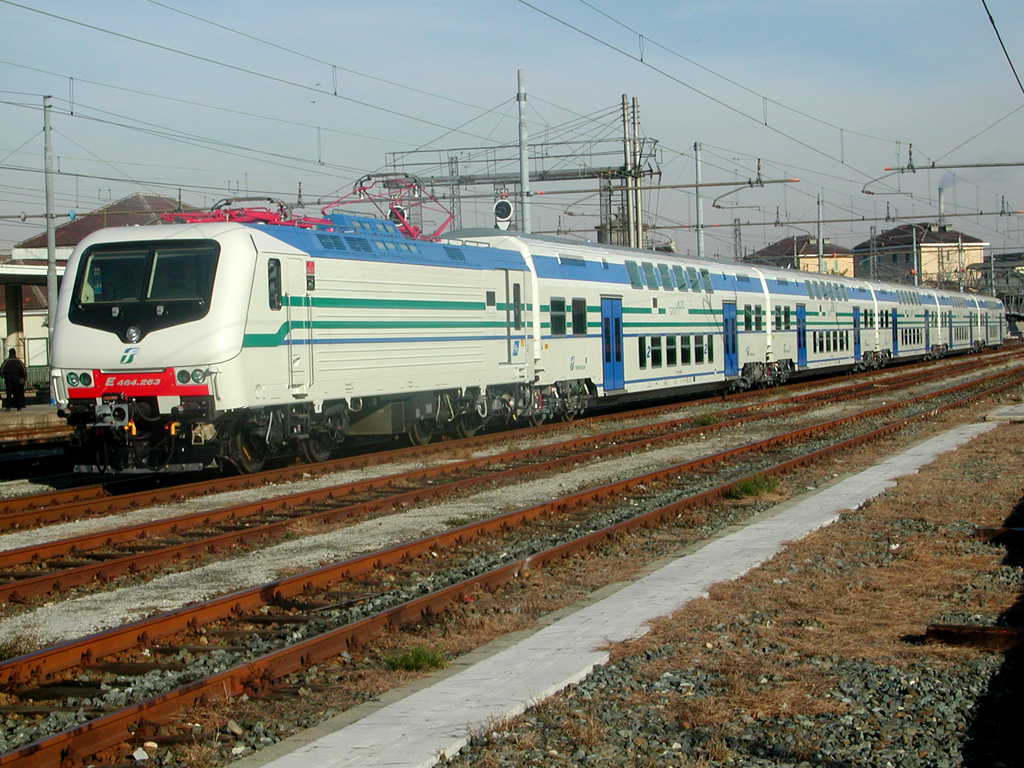
Regionális vonat Olaszországban

A Trenitalia a legnagyobb olasz állami vasúttársaság, a  Ferrovie dello Stato Italiane (FS) személyszállítással foglalkozó leányvállalata, amely maga is az olasz kormány tulajdonában van. 2000-ben jött létre a vasúti közlekedés deregulációjáról szóló Európai Uniós irányelv nyomán. Az elsődleges vasúti üzemeltető Olaszországban. 2016-ban 31 210 alkalmazottat foglalkoztattak.

## Története
Az olasz kormány az európai szabályozásoknak való megfelelés érdekében hozta létre a Trenitaliát. Az Európai Bizottság 1991-es első vasúti irányelve (91/440/EK) előírta a vasúti infrastruktúrát kezelő és a tényleges vasúti szállítást végző szervezetek elkülönítését. Ezért 2000. június 1-jén Olaszország létrehozta a Trenitalia-t, mint elsődleges vasúti szállítási vállalatot, 2001. július 1-jén pedig létrehozta a Rete Ferroviaria Italiana (RFI) társaságot, mint a vasúti hálózatot felügyelő vállalatot. A szétválasztás azonban csak formális volt, mivel mindkettő a Ferrovie dello Stato Italiane holding leányvállalata, és teljes egészében a kormány tulajdonában van. A Trenitalia 2017-ig Trenitalia Cargo márkanév alatt üzemeltette a vasúti áruszállítási szolgáltatásokat, amikor a Mercitalia átvette az állami tulajdonú vasúti áruszállítási és logisztikai tevékenységet.
2014 júliusától az Adria Ferries partnerséget kötött a Trenitaliával, amelynek keretében bármelyik vasútállomáson lehet jegyet foglalni a Durrësbe történő továbbutazásra, a két külön megvásárolt jegyhez képest meredeken kedvezményes áron. Ez akár anconai, akár trieszti átszállásokra vonatkozik, és folytatja a Via Appia Traiana és a Via Egnatia közötti történelmi kapcsolatot.